# 香港—英國關係
香港與英國關係是指英國與香港的關係。英國曾經統治香港超過150年，與香港有深厚的關係，並履行《中英聯合聲明》簽署一方的義務，致力支持香港的憲制性文件《基本法》，按照中國的政策觀察一國兩制實行後的效果。
現在，英國政府每半年向國會提交《香港問題半年報告》（英語：Six-monthly report on Hong Kong），報告闡述香港「一國兩制」的實行情況，並以香港的公民權利及人權情況為報告書的重點內容，作為《中英聯合聲明》簽署國對香港人所肩負起的道義和政治責任。

## 歷史

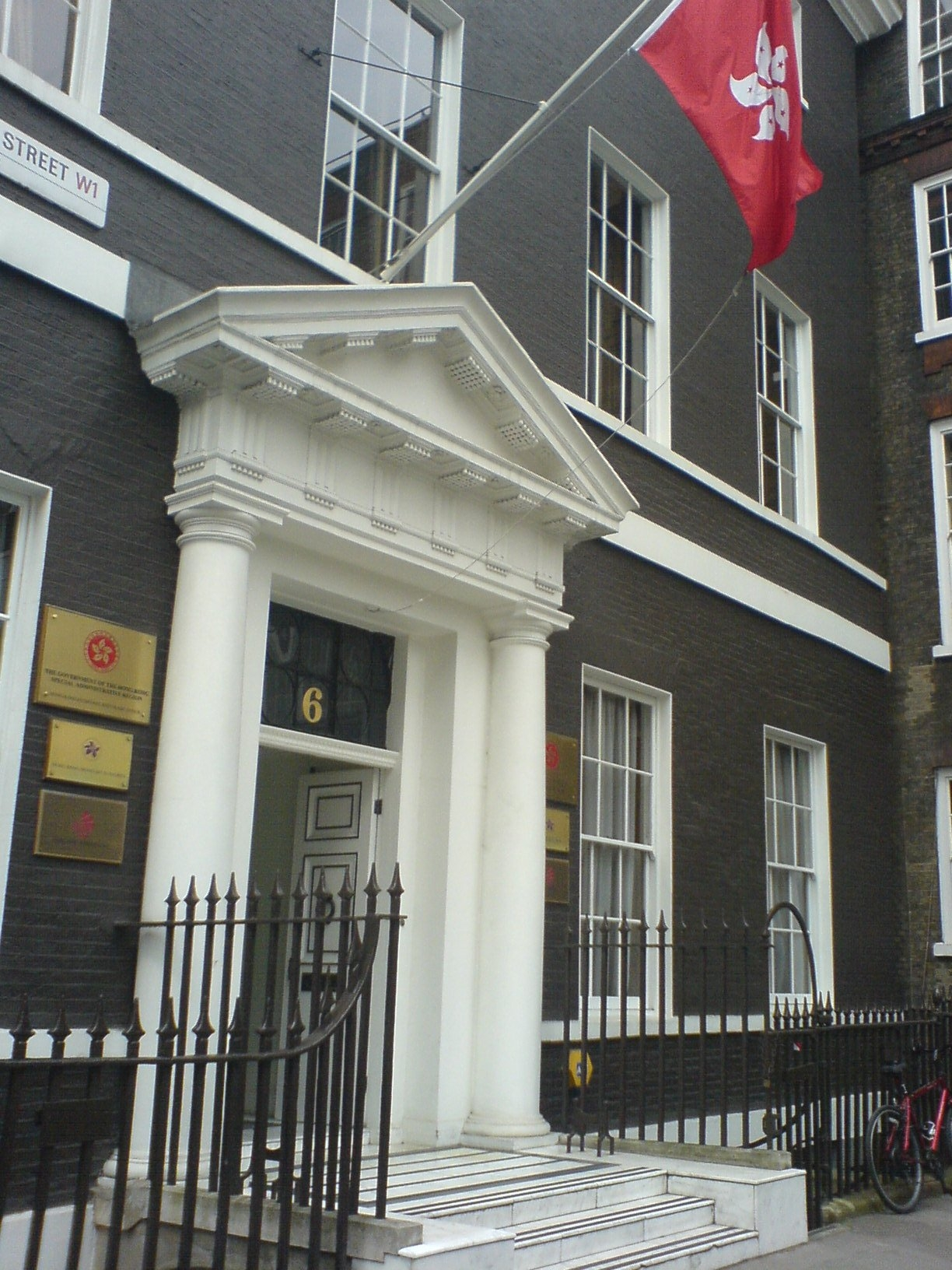
駐倫敦經濟貿易辦事處

英國與一組位於珠江三角洲東南面現稱香港的地方擁有很長的歷史，對建立現代的香港是非常重要的角色。鴉片戰爭以後，南京條約訂明將香港島的主權永久地割讓予英國。英國後來在英法聯軍之役時因北京條約將九龍割讓，再經展拓香港界址專條租借新界99年。
英國法律的穩定性、可預期性及安全性令香港可成為國際貿易的中心。因應香港主權移交而導致香港政府、司法獨立和地區機構的本地化，導致同時是英國公民的香港公務員漸漸退休時成為少數。

## 雙邊協議
香港基本法第151、153及155條批准香港與外國建立非軍事外交，第152條允許香港參與國際機構。
香港與英國均為世界貿易組織及打擊清洗黑錢財務行動特別組織的成員。雙方亦同時參與航空服務、推廣及保護投資、法律互助、移交逃犯及押介被定罪人士及避免雙重徵稅的協定，英國也是最早與香港建立司法互助及引渡協定的地區，部分協定更於香港仍為英國統治時期已經簽訂，並於1997年7月後繼續生效。
惟由於英國政府確定中國當局在2020年6月秘密草擬及通過的《港版國安法》嚴重違背《中英聯合聲明》，英國在7月20日宣布即時並無限期暫緩執行英國與香港之間的引渡協議，並且將1989年六四事件開始執行的對中國武器禁運延伸至包括香港。中國外交部其後指示香港停止與英國司法互助協議及移交逃犯協定。
香港在主權移交前成立的兩所大專機構（香港大學及香港中文大學）仍然是大英國協大學協會正式會員與其他大英國協基金屬下機構會員。

## 政治關係
香港基本法第82及92條批准香港邀請其他普通法轄下的法官在終審法院參與審判。香港政府可繼續聘請、升級或委任英國公民（無論有否香港居留權）擔任香港警隊高級職位，以及香港司法界。賀輔明勳爵、廖柏嘉勳爵、簡嘉麒勳爵、范理申勳爵、何熙怡女男爵等人從其他普通法適用地區被委任為終審法院非常任法官。基本法第99、100及101條批准繼續聘用英國公民擔任香港公務員（制定政策的職位除外）。
作為中英聯合聲明的簽署國之一，英國保留香港主權移交後的持久承諾，包括向英國國會進行定期關於香港報告，每半年一次，並提供英國國民（海外）適當的服務。
位於法院道1號的英國駐香港總領事館自1997年7月1日起代表英國政府。在英國，香港特區政府的代表是位於倫敦梅费尔的香港駐倫敦經濟貿易辦事處。

## 貿易與投資
數以百計的英國公司仍然在香港接觸許多居民的生活。香港繼續成為前往中國市場的跳板，為英國企業在亞洲的立足點，超過300家英國公司於香港擁有分部，而且預期會有更多公司服務香港本地市場。
英國在香港的商業利益包羅萬有，涵蓋銀行、會計、法律、工程、資訊科技、零售及普通貿易。2011年的總投資額超過330億英鎊。同年英國向香港出口超過50億英鎊的貨物，比前一年增長20.5%，令香港成為英國第13大出口地，亞太地區第三大，僅次於中國及印度。當中，4.2%英國貨物再轉口到中國大陸。
香港公司於2011年在英國累積投資額超過250億英鎊。

## 文化關係與教育
2001年英國人口普查指出有96445位香港出生的居民住在英國。 英國國家統計署估計2009年香港出生的居民為78000人。
英國駐香港總領事館估計大約有25000至30000人的持英國護照的香港人。2011年香港人口普查指出有超過33000名英國公民在香港居住。
香港以海外出生學生而言是英國寄宿學校與大學主要市場來源，因為越來越多香港家長將其子女早期送往英國寄宿學校就讀。各種香港活躍的校友協會代表了超過10萬名英國大學校友。與此同時，香港有20間國際學校由英基學校協會負責營運，為尋求國際文憑的學生提供英國教育。
英國是香港高等教育學生尋找英文為主要語言的海外留學地第一位，2014/15學年佔49%，據高等教育統計局數字顯示，16,215名香港學生在英國接受高等教育，增加10%。
香港是其中一個年度英聯邦運動東道主，活動包括每逢三月在香港大球場舉行的香港七人欖球賽，以及每逢十月下旬舉行的香港國際六人木球賽。

## 旅遊及工作假期
2013年，香港是英國第38大遊客來源地，第27大消費來源地，百分之40的香港遊客為英國公民，目的主要為探親。每星期有超過60直航來往香港赤鱲角機場與倫敦希斯路機場及曼徹斯特機場。另一方面，英國有46680位遊客進入香港。
英國內政部批准年齡18至30歲的英國國民（海外）護照持有人參與為期24個月的英國工作假期簽證計劃，並且不需贊助證明及不受配額限制。為促進年輕英國公民和香港特區護照持有人的交流與聯繫，自2014年1月1日起，英國和香港均提供「工作假期計劃」，容許1000名取得贊助證明的年齡18至30歲人士在香港或英國工作假期，最長可逗留24個月，英國青年參與者在法律、規範、健康及工作條件的訓練上，將得到與香港永久性居民同等看待。

## 銅鑼灣書店失蹤案
2015年10月至2015年12月，銅鑼灣書店的五名員工失踪了。Paul Lee，英國公民，香港居民，在2015年12月30日最後一次在香港島柴灣露面後，被懷疑被中共特工綁架到中國内地。英國英聯邦辦公室對失踪案表示“深切關注”。英國外交大臣夏文達要求香港和中國尋找失踪人員，因為這將“嚴重違反了一國兩制”。夏文達在2015年下半年關於香港的報告中進一步強調了對此案的關注。

## 香港駐倫敦經貿辦間諜案
2024年5月，倫敦警察廳以《國家安全法》拘捕多人，其中三人涉嫌為香港情報部門搜集情報，三人被控「協助外國情報機關」與「境外干預」罪名，其中一人為香港駐倫敦經濟貿易辦事處行政經理袁松彪。案件於2024年5月13日在倫敦西敏區治安法庭首次出庭應訊，三人隨後獲准保釋。三人將於2024年5月24日在倫敦中央刑事法院再次出庭受審。

## 外部連結
- 英國駐港總領事館官方網站 （页面存档备份，存于）
- 香港駐倫敦經濟貿易辦事處官方網站 （页面存档备份，存于）
- 香港英商會 （页面存档备份，存于）